# Suryan FM 93.5
Suryan FM est une chaîne de radio FM appartenant au conglomérat des médias indiens Sun Group. La chaîne compte 7 stations de radiodiffusion à Tamoul Nadu,.

## Stations de radio
| Suryan FM 93.5 MHZ | Suryan FM 93.5 MHZ | Suryan FM 93.5 MHZ | Suryan FM 93.5 MHZ | Suryan FM 93.5 MHZ | Suryan FM 93.5 MHZ | Suryan FM 93.5 MHZ | Suryan FM 93.5 MHZ | Suryan FM 93.5 MHZ |
| État               | Langue             | 1                  | 2                  | 3                  | 4                  | 5                  | 6                  | 7                  |
| ------------------ | ------------------ | ------------------ | ------------------ | ------------------ | ------------------ | ------------------ | ------------------ | ------------------ |
| Tamoul Nadu        | Tamoul             | Chennai            | Coimbatore         | Madurai            | Tiruchirappalli    | Tirunelveli        | Pondichéry         |                    |